# Buendía (Cuenca)
Buendía ist ein Ort und eine zentralspanische Gemeinde (municipio) mit nur noch 423 Einwohnern (Stand: 2024) im Norden der Provinz Cuenca in der Autonomen Region Kastilien-La Mancha. Buendía gehört zur Kulturlandschaft der Alcarria und der von einem anhaltenden Bevölkerungsschwund betroffenen Serranía Celtibérica.

## Lage und Klima
Der Ort Buendía liegt auf der Westseite des Iberischen Gebirges in einer Höhe von ca. 690 m. Nach dem Ort wurde der nahegelegene Buendía-Stausee benannt. Die Provinzhauptstadt Cuenca befindet sich gut 80 km (Fahrtstrecke) südöstlich. Das Klima im Winter ist gemäßigt, im Sommer dagegen warm bis heiß; die eher geringen Niederschlagsmengen (ca. 490 mm/Jahr) fallen – mit Ausnahme der nahezu regenlosen Sommermonate – verteilt übers ganze Jahr.

## Bevölkerungsentwicklung
| Jahr      | 1857  | 1900  | 1950  | 2000 | 2019 |
| Einwohner | 1.586 | 1.423 | 1.890 | 491  | 400  |

Aufgrund der Mechanisierung der Landwirtschaft, der Aufgabe bäuerlicher Kleinbetriebe und des daraus resultierenden Verlusts von Arbeitsplätzen auf dem Lande ist die Einwohnerzahl der Gemeinde seit der Mitte des 20. Jahrhunderts stark rückläufig (Landflucht).

## Wirtschaft
Die Wirtschaft des Ortes basierte jahrhundertelang im Wesentlichen auf Selbstversorgung; Überschüsse an Käse und Würsten sowie Tierhäute und Wolle konnten an fahrende Händler verkauft oder gegen andere Produkte getauscht werden.

## Geschichte
Funde zu einer Besiedlung in keltischer, römischer und westgotischer Zeit fehlen. In der Kalifatszeit (929–1031) gehörte das Gebiet zum Teilgebiet Cora de Santaver. Wahrscheinlich wurden der Ort und sein Umland schon im Rahmen der Rückeroberung (reconquista) Toledos im ausgehenden 11. Jahrhundert von den Truppen Alfons’ VI. eingenommen. Vielleicht schon in dieser Zeit, spätestens jedoch nach der Rückeroberung der Stadt Cuenca (um 1177) begann eine Politik der Wiederbesiedlung (repoblación) durch Christen aus allen Teilen der Iberischen Halbinsel.

## Sehenswürdigkeiten
- Der Ort trägt in Teilen ein mittelalterliches Aussehen. Zentrum ist die Plaza de los dos plazas mit dem von Arkaden gestützten Rathaus (ayuntamiento).[3]
- Hier steht auch die durch das Nordportal zu betretende Iglesia de Nuestra Señora de la Asunción, eine imposante dreischiffige Hallenkirche des 16. Jahrhunderts mit Sterngewölben.
- In der Casa Tercia, einem ehemaligen Getreidespeicher (posito), befindet sich ein Kutschenmuseum.[4]

Umgebung
- Ein Rundwanderweg (Ruta de las Caras) führt an etwa 20 von verschiedenen Künstlern in den Fels gehauenen Köpfen und anderen Monumenten vorbei zum Buendía-Stausee.[5]

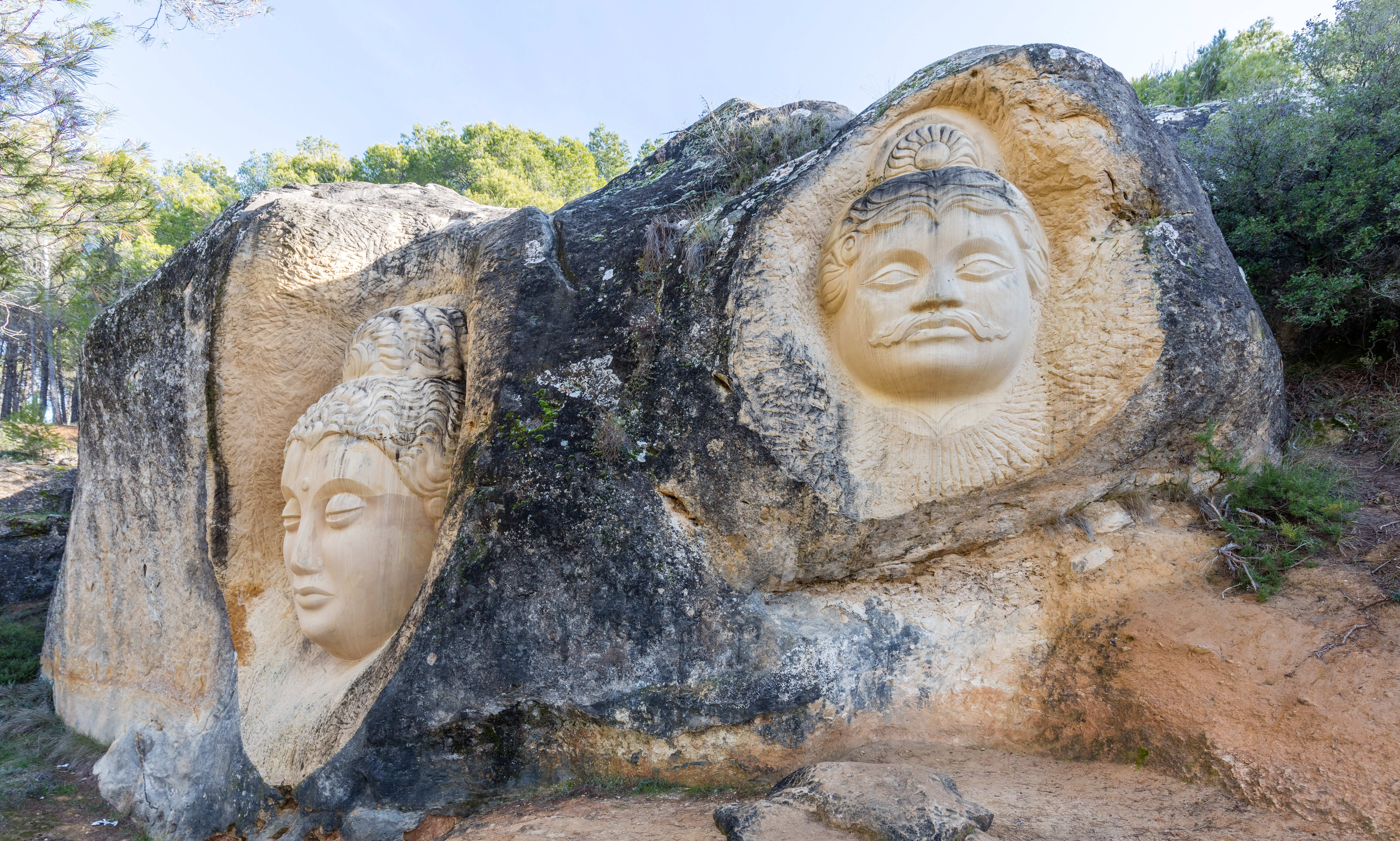
Maitreya und Arjuna
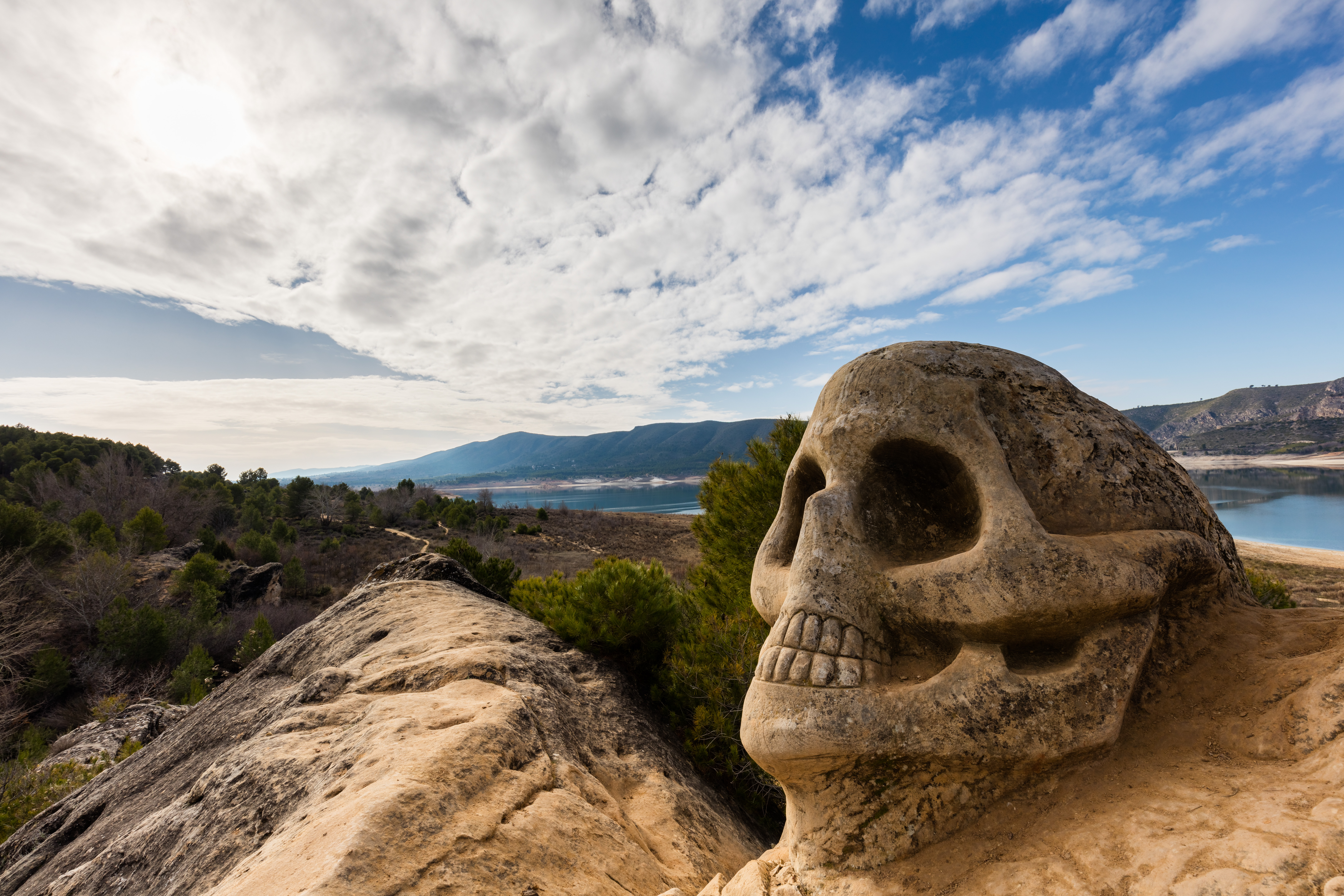
Totenschädel beim Stausee
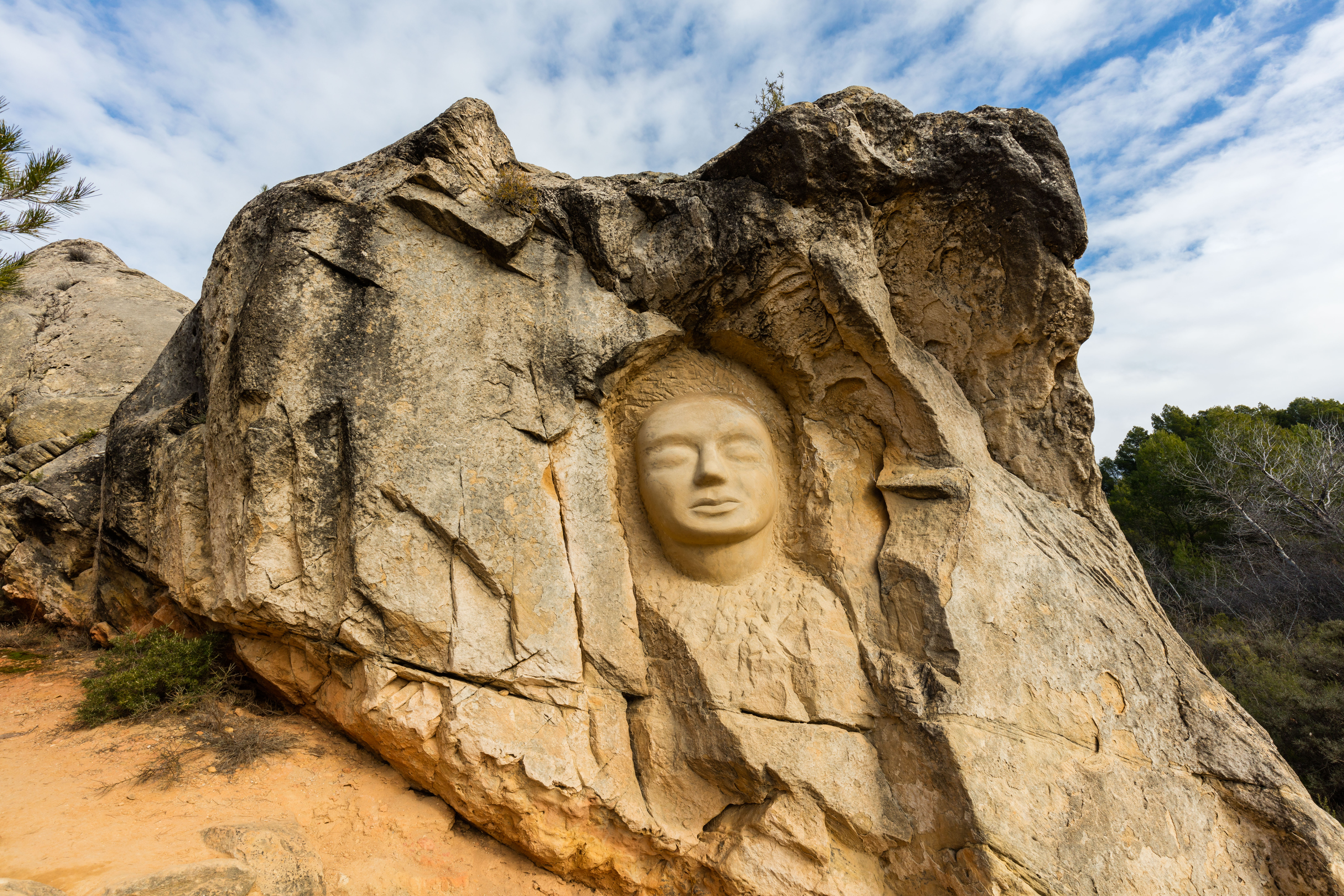
Dama de los Pantanos
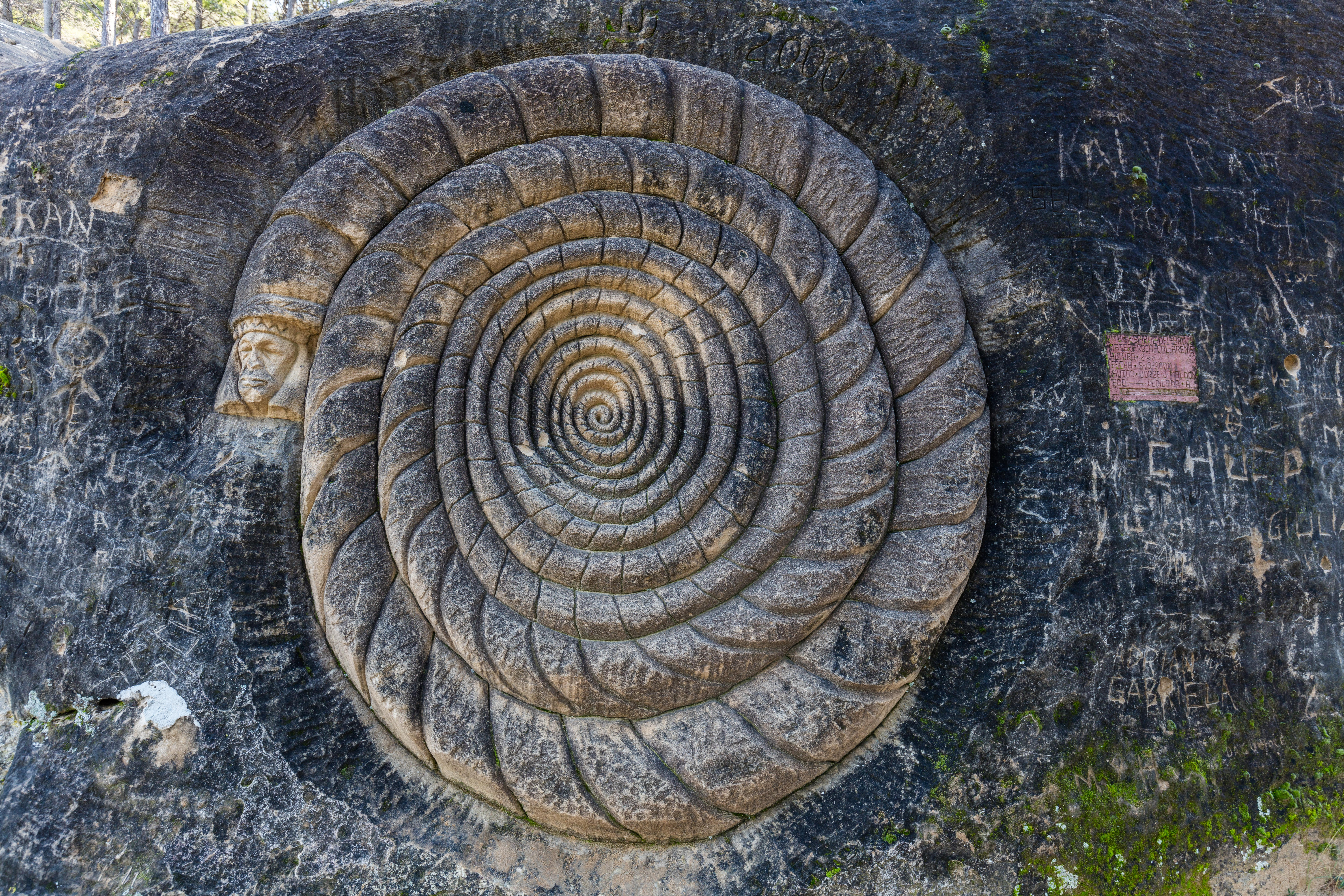
„Spirale des Zauberers“
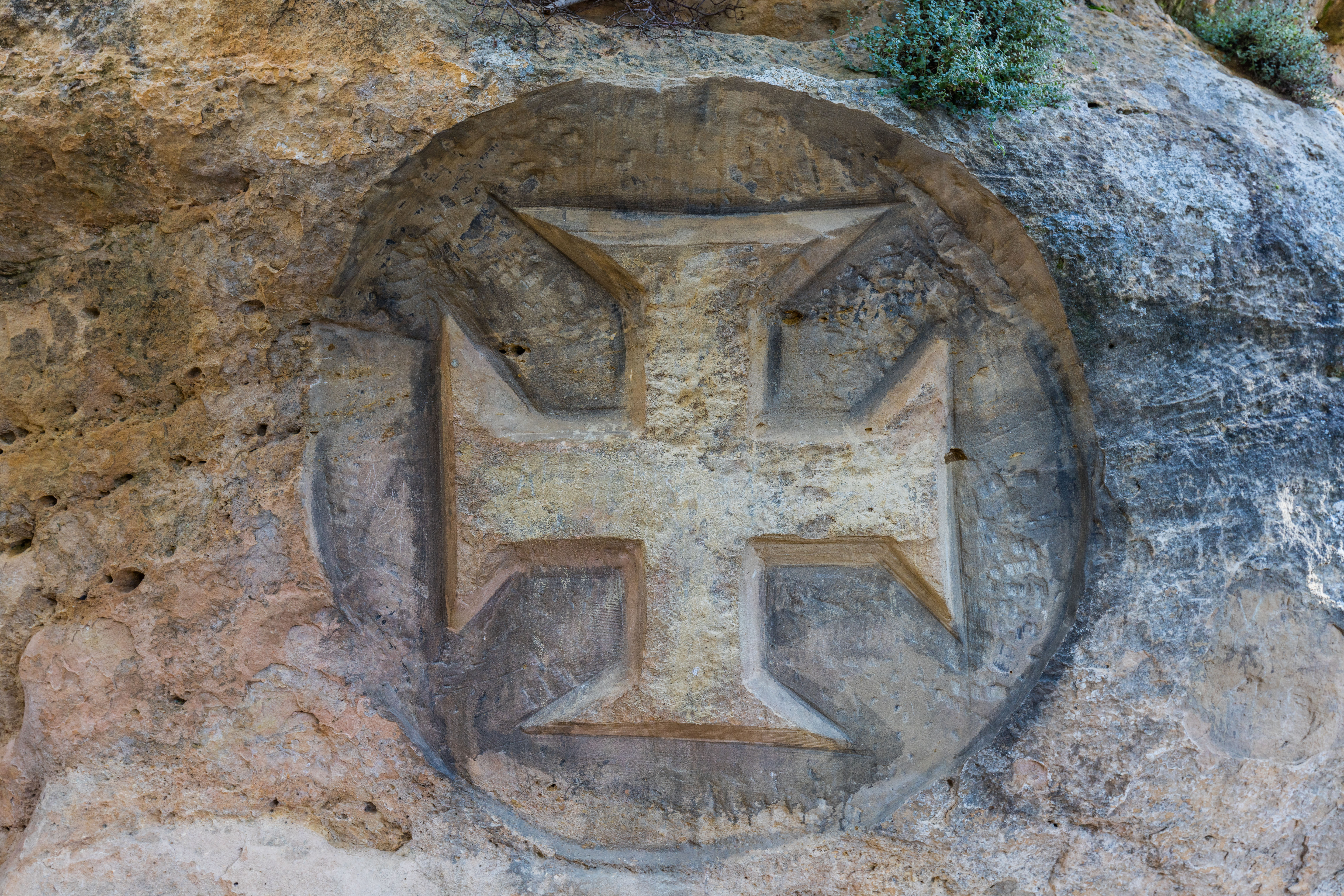
Templerkreuz